# Liste des chefs d'État de l'Éthiopie
Cet article dresse la liste des chefs d'État de l'Éthiopie par ordre chronologique depuis la fin de la monarchie en 1974.
Aman Andom est le premier Président du gouvernement militaire provisoire de l'Éthiopie socialiste (Derg) qui mis fin à l'Empire éthiopien millénaire d'Haïlé Sélassié. Le titre de président sera aussi porter par Mengistu Haile Mariam jusqu'à la défaite de l'armée éthiopienne devant le Front démocratique révolutionnaire du peuple éthiopien en mai 1991, qui met fin au régime communiste. Le gouvernement de transition d'Éthiopie se charge alors d'organiser des élections démocratique et Meles Zenawi fut désigné comme président par intérim, jusqu'à la proclamation le 22 août 1995 de la République fédérale démocratique d'Éthiopie.

## Monarchie éthiopienne
De la dynastie Zagwé à la fin de la dynastie salomonide, l'Éthiopie est gouvernée par des monarques, portant le titre de Negusse Negest (« Roi des Rois ») (traduit, de manière incorrecte, par Négus). L'Empire d'Éthiopie prend fin avec le renversement de Haile Selassie Ier en 1974.

## Président de la République

### Gouvernement militaire provisoire de l'Éthiopie socialiste (1974-1987)
| Portrait              | Titulaire (Naissance-mort)                 | Mandat            | Mandat                       | Mandat                    | Parti politique                           | Parti politique |
| Portrait              | Titulaire (Naissance-mort)                 | Début             | Fin                          | Durée                     | Parti politique                           | Parti politique |
| --------------------- | ------------------------------------------ | ----------------- | ---------------------------- | ------------------------- | ----------------------------------------- | --------------- |
| Aman Andom            | Aman Andom (1924-1974)                     | 15 septembre 1974 | 17 novembre 1974 (démission) | 2 mois et 2 jours         |                                           | Militaire       |
| Mengistu Haile Mariam | Mengistu Haile Mariam (né en 1937) intérim | 17 novembre 1974  | 28 novembre 1974             | 11 jours                  |                                           | Militaire       |
| Tafari Benti          | Tafari Benti (1921-1977)                   | 28 novembre 1974  | 3 février 1977 (assassiné)   | 2 ans, 2 mois et 6 jours  |                                           | Militaire       |
| Mengistu Haile Mariam | Mengistu Haile Mariam (né en 1937)         | 3 février 1977    | 10 septembre 1987            | 10 ans, 7 mois et 7 jours |                                           | Militaire       |
| Mengistu Haile Mariam | Mengistu Haile Mariam (né en 1937)         | 3 février 1977    | 10 septembre 1987            | 10 ans, 7 mois et 7 jours | Parti des travailleurs (à partir de 1984) |                 |

### République démocratique populaire d'Éthiopie (1987-1991)
| Portrait                                                               | Titulaire (Naissance-mort)         | Élection | Mandat            | Mandat                  | Mandat                    | Parti politique | Parti politique        |
| Portrait                                                               | Titulaire (Naissance-mort)         | Élection | Début             | Fin                     | Durée                     | Parti politique | Parti politique        |
| ---------------------------------------------------------------------- | ---------------------------------- | -------- | ----------------- | ----------------------- | ------------------------- | --------------- | ---------------------- |
| Mengistu Haile Mariam                                                  | Mengistu Haile Mariam (né en 1937) | 1987     | 10 septembre 1987 | 21 mai 1991 (démission) | 3 ans, 8 mois et 11 jours |                 | Parti des travailleurs |
| Tesfaye Gebre Kidan                                                    | Tesfaye Gebre Kidan (1935-2004)    | intérim  | 21 mai 1991       | 27 mai 1991             | 6 jours                   |                 | Parti des travailleurs |
| Fonction vacante du 27 au 28 mai 1991 avec la chute du régime du Derg. |                                    |          |                   |                         |                           |                 |                        |

### Gouvernement de transition d'Éthiopie (1991-1995)
| Portrait     | Titulaire (Naissance-mort) | Mandat      | Mandat       | Mandat                    | Parti politique | Parti politique                        |
| Portrait     | Titulaire (Naissance-mort) | Début       | Fin          | Durée                     | Parti politique | Parti politique                        |
| ------------ | -------------------------- | ----------- | ------------ | ------------------------- | --------------- | -------------------------------------- |
| Meles Zenawi | Meles Zenawi (1955-2012)   | 28 mai 1991 | 22 août 1995 | 4 ans, 2 mois et 25 jours |                 | Front de libération du peuple du Tigré |

### République démocratique fédérale d'Éthiopie (depuis 1995)
| Portrait            | Titulaire (Naissance-mort)       | Élection | Mandat          | Mandat          | Mandat                      | Parti politique | Parti politique                                             |
| Portrait            | Titulaire (Naissance-mort)       | Élection | Début           | Fin             | Durée                       | Parti politique | Parti politique                                             |
| ------------------- | -------------------------------- | -------- | --------------- | --------------- | --------------------------- | --------------- | ----------------------------------------------------------- |
| Negasso Gidada      | Negasso Gidada (1943-2019)       | 1995     | 22 août 1995    | 8 octobre 2001  | 6 ans, 1 mois et 16 jours   |                 | Organisation démocratique des peuples Oromo (jusqu'en 2001) |
| Negasso Gidada      | Negasso Gidada (1943-2019)       | 1995     | 22 août 1995    | 8 octobre 2001  | 6 ans, 1 mois et 16 jours   | Indépendant     |                                                             |
| Girma Wolde-Giorgis | Girma Wolde-Giorgis (1924-2018)  | 2001     | 8 octobre 2001  | 7 octobre 2013  | 11 ans, 11 mois et 29 jours |                 | Indépendant                                                 |
| Girma Wolde-Giorgis | Girma Wolde-Giorgis (1924-2018)  | 2007     | 8 octobre 2001  | 7 octobre 2013  | 11 ans, 11 mois et 29 jours |                 | Indépendant                                                 |
| Mulatu Teshome      | Mulatu Teshome (né en 1957)      | 2013     | 7 octobre 2013  | 25 octobre 2018 | 5 ans et 18 jours           |                 | Organisation démocratique des peuples Oromo                 |
| Sahle-Work Zewde    | Sahle-Work Zewde (née en 1950)   | 2018     | 25 octobre 2018 | 7 octobre 2024  | 5 ans, 11 mois et 12 jours  |                 | Indépendant                                                 |
| Taye Atske Sélassié | Taye Atske Sélassié (né en 1956) | 2024     | 7 octobre 2024  | en cours        | 9 mois et 26 jours          |                 | Indépendant                                                 |